# Vilanova (Villamartín de Valdeorras)
Vilanova es una entidad de población situada en la parroquia de Correjanes, del municipio español de Villamartín de Valdeorras, en la provincia de Orense, Galicia.

## Demografía
La entidad de población de Vilanova no consta ni en las bases de datos del INE ni en las del IGE por lo que se desconocen los datos demográficos de la misma.